# Clubhouse (app)
Clubhouse è un social network con chat audio e ad invito lanciato nel 2020 dalla Alpha Exploration Co. e creato da Paul Davison e Rohan Seth. A dicembre 2020 è stato valutato quasi $ 100 milioni. Il 21 gennaio 2021 la valutazione ha raggiunto il miliardo di dollari.

## Storia
Clubhouse è stato lanciato per la prima volta su iOS nell'aprile 2020. L'app è diventata popolare nei primi mesi della pandemia di COVID-19, specialmente dopo un investimento di 12 milioni di dollari nel maggio 2020 (10 milioni di dollari di capitale primario e 2 milioni di dollari di acquisto di azioni esistenti) da parte della società di venture capital gestita da Andreessen Horowitz.
A dicembre 2020, l'app contava circa 600.000 utenti ed era accessibile solo su invito, ad oggi seppur resta la politica dell'accesso su invito gli utenti sono arrivati quasi a 2 milioni. Nel gennaio 2021 la società ha annunciato che avrebbe iniziato a lavorare su un'applicazione Android nei mesi successivi. L'applicazione è cresciuta notevolmente come popolarità dopo che Elon Musk è stato intervistato dal club GOOD TIME.
Dal 24 maggio, in Italia il software è sbarcato anche sui dispositivi Android.

## Problemi relativi alla privacy degli utenti
Nel febbraio 2021 lo Stanford Internet Observatory ha rilevato alcune vulnerabilità di sicurezza informatica ma soprattutto dubbi legati all'effettiva protezione della privacy.
Secondo l'inchiesta infatti la maggior parte dei dati viene trasmessa ad una società cinese, chiamata Agora, con sede a Shanghai e il cui compito finale è quello di fornire l'audio delle conversazioni al governo cinese. Un altro problema rilevato riguarda l'obsolescenza della crittografia dell'applicazione che permette di intercettare, registrare e trascrivere ciò che viene condiviso all'interno delle stanze di discussione.
Il Garante italiano della Privacy ha inoltre inviato ad Alpha Exploration Co., proprietario della piattaforma, una lettera per sollevare alcuni dubbi in merito. In generale, il Garante ha rilevato che l'informativa privacy dell'applicazione ignora il Regolamento generale sulla protezione dei dati (GDPR) e che le finalità con cui i dati vengono trasferiti e il periodo in cui la piattaforma li trattiene sono poco chiari.

## Caratteristiche
Clubhouse si struttura attraverso delle stanze virtuali dove gli utenti presenti possono scambiarsi messaggi vocali. Quando la stanza viene chiusa i messaggi inviati si cancellano; tuttavia, i messaggi possono essere mantenuti se, durante la conversazione, vengono segnalate violazioni degli standard.
Come nei gruppi privati di Facebook, ogni stanza creata ha un admin, il cui compito è quello di moderare gli invitati e i loro interventi vocali. All'interno di ogni stanza si possono avere tre ruoli: moderatori, speaker o ascoltatori.
- Il moderatore ha il compito di gestire la conversazione, invitare altri utenti o togliere la parola agli invitati.
- Lo speaker è l'utente che ha ricevuto l'abilitazione a parlare.
- L'ascoltatore è l'utente che partecipa muto alla conversazione e può chiedere la parola.[13]

Clubhouse offre un'ampia varietà di club e stanze virtuali con conversazioni su diversi argomenti, come talk show, musica, networking, appuntamenti, spettacoli e discussioni politiche.